# Amblypsilopus pallidicornis
Amblypsilopus pallidicornis är en tvåvingeart som först beskrevs av Grimshaw 1901.  Amblypsilopus pallidicornis ingår i släktet Amblypsilopus och familjen styltflugor. Inga underarter finns listade i Catalogue of Life.